# Camille Dalmais
Camille Dalmais (Parijs, 10 maart 1978) beter bekend als Camille is een Franse zangeres, songwriter en actrice.
Camille is geboren en getogen in Parijs en ging voor onderwijs naar de Lycée International de Saint-Germain-en-Laye. In 2001 maakte ze haar acteer debuut met de film Les morsures de l'aube met een klein rolletje. Net voor haar muzikale carrière deed ze een studie aan de Sciences Po in Parijs. In 2002 tekende ze een platencontract bij Virgin Records en bracht in hetzelfde jaar haar eerste album uit Le Sac des Filles. Internationale aandacht kreeg ze in 2004 als lid van de Franse band Nouvelle Vague. Kort daarna hervatten ze haar solocarrière weer op. Een enkele keer was ze nog wel actief met de band. Haar tweede album Le Fil in 2005 was een groot succes en leverde in Frankrijk tweemaal de platinastatus op door het aantal verkochte exemplaren. In 2007 zong ze het nummer "Le Festin", het openingsnummer van de soundtrack Ratatouille. Ook sprak ze met dezelfde Pixar animatiefilm de stem in van Colette in de Franstalige versie. Haar tweede succes album verscheen in 2008 met de titel Music Hole waarmee ze met het album de platinastatus behaalde in Frankrijk. Op 29 oktober 2011 verscheen het album Ilo Veyou in de Vlaamse Ultratop 200 Albums en kwam het binnen op plaats 66. De single "Suis-moi" verscheen in 2015 en werd speciaal geproduceerd voor de soundtrack Le Petit Prince van de gelijknamige film (Nederlands: De kleine prins). Camille heeft twee kinderen met muzikant Clément Ducol, een zoon Marius en dochter Lila.

## Discografie

### Albums
| Album met eventuele hitnotering(en) in de Nederlandse Album Top 100 | Datum van verschijnen | Datum van binnenkomst | Hoogste positie | Aantal weken | Opmerkingen                                   |
| ------------------------------------------------------------------- | --------------------- | --------------------- | --------------- | ------------ | --------------------------------------------- |
| Les Sac des Filles                                                  | 23-09-2002            | -                     |                 |              |                                               |
| Le Fil                                                              | 14-02-2005            | -                     |                 |              |                                               |
| Live au Trianon                                                     | 13-03-2006            | -                     |                 |              | Livealbum                                     |
| Music Hole                                                          | 07-04-2008            | -                     |                 |              |                                               |
| Ilo Veyou                                                           | 17-10-2011            | -                     |                 |              |                                               |
| Ilo Lympia                                                          | 04-02-2013            | -                     |                 |              | Livealbum                                     |
| Le Petit Prince                                                     | 24-07-2015            | -                     |                 |              | met Hans Zimmer & Richard Harvey / Soundtrack |
| Ouï                                                                 | 02-06-2017            | -                     |                 |              |                                               |

| Album met hitnotering(en) in de Vlaamse Ultratop 200 albums | Datum van verschijnen | Datum van binnenkomst | Hoogste positie | Aantal weken | Opmerkingen                                   |
| ----------------------------------------------------------- | --------------------- | --------------------- | --------------- | ------------ | --------------------------------------------- |
| Ilo Veyou                                                   | 17-10-2011            | 29-10-2011            | 66              | 2            |                                               |
| Le Petit Prince                                             | 24-07-2015            | 01-08-2015            | 120             | 2            | met Hans Zimmer & Richard Harvey / Soundtrack |
| Ouï                                                         | 02-06-2017            | 10-06-2017            | 186             | 1            |                                               |

### Singles
| Single met eventuele hitnotering(en) in de Nederlandse Top 40 | Datum van verschijnen | Datum van binnenkomst | Hoogste positie | Aantal weken | Opmerkingen          |
| ------------------------------------------------------------- | --------------------- | --------------------- | --------------- | ------------ | -------------------- |
| Paris                                                         | 2002                  | -                     |                 |              |                      |
| Someone Like You (Fast Track Vocal Mix)                       | 2005                  | -                     |                 |              | met Etienne de Crécy |
| Au port                                                       | 2005                  | -                     |                 |              |                      |
| Ta douleur                                                    | 2006                  | -                     |                 |              |                      |
| Money Note                                                    | 2008                  | -                     |                 |              |                      |
| Gospel With No Lord                                           | 2008                  | -                     |                 |              |                      |
| Home Is Where It Hurts                                        | 2009                  | -                     |                 |              |                      |
| Carnaval                                                      | 2010                  | -                     |                 |              | met Raúl Paz         |
| L'étourderie                                                  | 2011                  | -                     |                 |              |                      |
| Bubble Lady                                                   | 2012                  | -                     |                 |              |                      |
| Que je t'aime                                                 | 2012                  | -                     |                 |              |                      |
| Suis-moi                                                      | 29-06-2015            | -                     |                 |              |                      |
| Fontaine de lait                                              | 2017                  | -                     |                 |              |                      |
| Seeds                                                         | 2017                  | -                     |                 |              |                      |
| Lasso                                                         | 2017                  | -                     |                 |              |                      |
| Juste un "Je t'aime"                                          | 2017                  | -                     |                 |              | met Salvatore Adamo  |
| Langue                                                        | 2017                  | -                     |                 |              |                      |

| Single met hitnotering(en) in de Vlaamse Ultratop 50 | Datum van verschijnen | Datum van binnenkomst | Hoogste positie | Aantal weken | Opmerkingen          |
| ---------------------------------------------------- | --------------------- | --------------------- | --------------- | ------------ | -------------------- |
| Someone Like You (Fast Track Vocal Mix)              | 2005                  | 23-04-2005            | tip8            | -            | met Etienne de Crécy |